# Élections législatives de 2002 dans le Cher
Les élections législatives françaises de 2002 se déroulent les 9 et 16 juin 2002. Dans le département du Cher, trois députés sont à élire dans le cadre de trois circonscriptions.

## Élus
| Circonscription | Député sortant       | Parti | Parti | Député élu ou réélu  | Parti | Parti |
| --------------- | -------------------- | ----- | ----- | -------------------- | ----- | ----- |
| 1re             | Yves Fromion         |       | RPR   | Yves Fromion         |       | UMP   |
| 2e              | Jean-Claude Sandrier |       | PCF   | Jean-Claude Sandrier |       | PCF   |
| 3e              | Yann Galut           |       | PS    | Louis Cosyns         |       | UMP   |

## Résultats

### Résultats à l'échelle du département
| Parti                                    | Parti                               | Premier tour | Premier tour | Second tour | Second tour | Sièges |
| Parti                                    | Parti                               | Voix         | %            | Voix        | %           | Sièges |
| ---------------------------------------- | ----------------------------------- | ------------ | ------------ | ----------- | ----------- | ------ |
|                                          | Union pour un mouvement populaire   | 48 644       | 34,03        | 69 319      | 51,84       | 2      |
|                                          | Union pour la démocratie française  | 7 514        | 5,26         |             |             | 0      |
|                                          | Divers droite                       | 2 937        | 2,05         | 0           |             |        |
|                                          | Mouvement pour la France            | 1 181        | 0,83         | 0           |             |        |
|                                          | Majorité présidentielle             | 60 276       | 42,17        | 69 319      | 51,84       | 2      |
|                                          |                                     |              |              |             |             |        |
|                                          | Parti socialiste                    | 21 043       | 14,72        | 25 825      | 19,31       | 0      |
|                                          | Parti communiste français           | 16 027       | 11,21        | 21 584      | 16,14       | 1      |
|                                          | Les Verts                           | 11 834       | 8,28         | 16 985      | 12,70       | 0      |
|                                          | Parti radical de gauche             | 3 437        | 2,40         |             |             | 0      |
|                                          | Pôle républicain dont Divers gauche | 3 266        | 2,28         | 0           |             |        |
|                                          | Gauche parlementaire                | 55 607       | 38,90        | 64 394      | 48,16       | 1      |
|                                          |                                     |              |              |             |             |        |
|                                          | Front national                      | 16 257       | 11,37        |             |             | 0      |
|                                          | Extrême gauche dont LCR et LO       | 4 415        | 3,09         | 0           |             |        |
|                                          | Chasse, pêche, nature et traditions | 3 135        | 2,19         | 0           |             |        |
|                                          | Mouvement national républicain      | 1 941        | 1,36         | 0           |             |        |
|                                          | Divers écologiste                   | 719          | 0,50         | 0           |             |        |
|                                          | Divers                              | 595          | 0,42         | 0           |             |        |
|                                          |                                     |              |              |             |             |        |
| Inscrits                                 | Inscrits                            | 228 590      | 100,00       | 228 511     | 100,00      | 3      |
| Abstentions                              | Abstentions                         | 81 789       | 35,78        | 89 088      | 38,99       |        |
| Votants                                  | Votants                             | 146 801      | 64,22        | 139 423     | 61,01       |        |
| Blancs et nuls                           | Blancs et nuls                      | 3 856        | 2,63         | 5 710       | 4,1         |        |
| Exprimés                                 | Exprimés                            | 142 945      | 97,37        | 133 713     | 95,9        |        |
| Source : Ministère de l'Intérieur - Cher |                                     |              |              |             |             |        |

### Résultats par circonscription

#### Première circonscription (Bourges - Aubigny-sur-Nère)
| Candidat       | Candidat                   | Parti             | Premier tour | Premier tour | Second tour | Second tour |  |
| Candidat       | Candidat                   | Parti             | Voix         | %            | Voix        | %           |  |
| -------------- | -------------------------- | ----------------- | ------------ | ------------ | ----------- | ----------- |  |
|                | Yves Fromion sortant réélu | UMP               | 20 530       | 43,84        | 25 822      | 60,32       |  |
|                | Roger Ledoux               | Les Verts (PS)    | 11 834       | 25,27        | 16 985      | 39,68       |  |
|                | Jean d'Ogny                | FN                | 5 626        | 12,01        |             |             |  |
|                | Marie-Christine Fossier    | Divers droite     | 2 937        | 6,27         |             |             |  |
|                | Sylvie Cerveau             | LO                | 1 527        | 3,26         |             |             |  |
|                | Gérard Frémion             | CPNT              | 1 319        | 2,82         |             |             |  |
|                | Jean-François Babouin      | Pôle républicain  | 1 221        | 2,61         |             |             |  |
|                | Christian Guilleminot      | Divers écologiste | 719          | 1,54         |             |             |  |
|                | Christian Raffestin        | MNR               | 694          | 1,48         |             |             |  |
|                | Philippe Charreyre         | Divers            | 420          | 0,9          |             |             |  |
|                |                            |                   |              |              |             |             |  |
| Inscrits       | Inscrits                   | Inscrits          | 74 219       | 100,00       | 74 211      | 100,00      |  |
| Abstentions    | Abstentions                | Abstentions       | 26 110       | 35,18        | 29 625      | 39,92       |  |
| Votants        | Votants                    | Votants           | 48 109       | 64,82        | 44 586      | 60,08       |  |
| Blancs et nuls | Blancs et nuls             | Blancs et nuls    | 1 282        | 2,66         | 1 779       | 3,99        |  |
| Exprimés       | Exprimés                   | Exprimés          | 46 827       | 97,34        | 42 807      | 96,01       |  |

#### Deuxième  circonscription (Vierzon)
| Candidat       | Candidat                           | Parti            | Premier tour | Premier tour | Second tour | Second tour |  |
| Candidat       | Candidat                           | Parti            | Voix         | %            | Voix        | %           |  |
| -------------- | ---------------------------------- | ---------------- | ------------ | ------------ | ----------- | ----------- |  |
|                | Jean-Claude Sandrier sortant réélu | PCF              | 16 027       | 38,64        | 21 584      | 55,65       |  |
|                | Franck Thomas-Richard              | UMP              | 12 585       | 30,34        | 17 202      | 44,35       |  |
|                | Françoise Merlin                   | FN               | 4 543        | 10,95        |             |             |  |
|                | Samir Bahlis                       | PRG (PS)         | 3 437        | 8,29         |             |             |  |
|                | Henri Deffontaines                 | MPF              | 1 181        | 2,85         |             |             |  |
|                | Régis Robin                        | LO               | 926          | 2,23         |             |             |  |
|                | Claude Affouard                    | CPNT             | 894          | 2,16         |             |             |  |
|                | Sandrine Martin                    | MNR              | 566          | 1,36         |             |             |  |
|                | Pascal Richard                     | Divers gauche    | 466          | 1,12         |             |             |  |
|                | Joaquim Lopez Rivas                | LCR              | 445          | 1,07         |             |             |  |
|                | Eliane Pessel                      | Pôle républicain | 413          | 1            |             |             |  |
|                |                                    |                  |              |              |             |             |  |
| Inscrits       | Inscrits                           | Inscrits         | 68 845       | 100,00       | 68 779      | 100,00      |  |
| Abstentions    | Abstentions                        | Abstentions      | 26 176       | 38,02        | 27 989      | 40,69       |  |
| Votants        | Votants                            | Votants          | 42 669       | 61,98        | 40 790      | 59,31       |  |
| Blancs et nuls | Blancs et nuls                     | Blancs et nuls   | 1 186        | 2,78         | 2 004       | 4,91        |  |
| Exprimés       | Exprimés                           | Exprimés         | 41 483       | 97,22        | 38 786      | 95,09       |  |

#### Troisième circonscription (Saint-Amand-Montrond)
| Candidat       | Candidat             | Parti            | Premier tour | Premier tour | Second tour | Second tour |  |
| Candidat       | Candidat             | Parti            | Voix         | %            | Voix        | %           |  |
| -------------- | -------------------- | ---------------- | ------------ | ------------ | ----------- | ----------- |  |
|                | Yann Galut sortant   | PS               | 21 043       | 38,52        | 25 825      | 49,55       |  |
|                | Louis Cosyns élu     | UMP              | 15 529       | 28,42        | 26 295      | 50,45       |  |
|                | Alain Tanton         | UDF              | 7 514        | 13,75        |             |             |  |
|                | Sabine de Villeroche | FN               | 6 088        | 11,14        |             |             |  |
|                | Colette Cordat       | LO               | 1 517        | 2,78         |             |             |  |
|                | Denis Durand         | Pôle républicain | 1 166        | 2,13         |             |             |  |
|                | Guy Lemoine          | CPNT             | 922          | 1,69         |             |             |  |
|                | Erwan Le Mintier     | MNR              | 681          | 1,25         |             |             |  |
|                | Philippe Colin       | Divers           | 175          | 0,32         |             |             |  |
|                |                      |                  |              |              |             |             |  |
| Inscrits       | Inscrits             | Inscrits         | 85 526       | 100,00       | 85 521      | 100,00      |  |
| Abstentions    | Abstentions          | Abstentions      | 29 503       | 34,5         | 31 474      | 36,8        |  |
| Votants        | Votants              | Votants          | 56 023       | 65,5         | 54 047      | 63,2        |  |
| Blancs et nuls | Blancs et nuls       | Blancs et nuls   | 1 388        | 2,48         | 1 927       | 3,57        |  |
| Exprimés       | Exprimés             | Exprimés         | 54 635       | 97,52        | 52 120      | 96,43       |  |